# 11 Armia (Imperium Rosyjskie)
11 Armia (ros. 11-я армия) – związek operacyjny Armii Imperium Rosyjskiego w okresie I wojny światowej.
Sztab polowy 11 Armia utworzono we wrześniu 1914 roku jako sztab Armii Oblężniczej. W październiku przemianowanej na 11 Armii.  Rozformowana w początku 1918. Walczyła cały okres I wojny światowej w składzie Frontu Południowo-Zachodniego.

## Skład
W jej skład w okresie wojny wchodziły:
- 1 Korpus Gwardii Imperium Rosyjskiego od 18.04.1917 – 23.07.1917;
- 2 Korpus Gwardii Imperium Rosyjskiego od 8.04 – 8.06.1917;
- 5 Korpus Armijny Imperium Rosyjskiego od 1.07.1914 – 1.08.1916; 18.04 – grudzień 1917;
- 6 Korpus Armijny Imperium Rosyjskiego od 8.06.1915 – grudzień 1917;
- 7 Korpus Armijny Imperium Rosyjskiego od 1.09.1915 – grudzień 1917;
- 8 Korpus Armijny Imperium Rosyjskiego od 20.06.1916;
- 17 Korpus Armijny Imperium Rosyjskiego od 1.05.1916 – 19.08.1917;
- 18 Korpus Armijny Imperium Rosyjskiego od 20.04.1915 – 21.05.1916;
- 22 Korpus Armijny Imperium Rosyjskiego od 20.04 – 5.12.1915;
- 23 Korpus Armijny Imperium Rosyjskiego od 2.08 – 22.09.1914;
- 25 Korpus Armijny Imperium Rosyjskiego od 23.07 – grudzień 1917;
- 28 Korpus Armijny Imperium Rosyjskiego od 2.087.1914 – 28.02.1915 ;
- 29 Korpus Armijny Imperium Rosyjskiego od 2.08.1914 – 28.02.1915;
- 30 Korpus Armijny Imperium Rosyjskiego od 15.11.1914 – 17.01.1915;
- 32 Korpus Armijny Imperium Rosyjskiego od 1.06.1916 – grudzień 1917;
- 45 Korpus Armijny Imperium Rosyjskiego od 1.06 – 11.12.1916;
- 49 Korpus Armijny Imperium Rosyjskiego od 19.06.1917;
- 50 Korpus Armijny Imperium Rosyjskiego od 1.07.1916  – grudzień 1917;
- Korpus Kawalerii Gwardii  Imperium Rosyjskiego od 23.09 – grudzień 1917;
- 3 Korpus Kawalerii Imperium Rosyjskiego od 23.07.1917;
- 5 Korpus Kawalerii Imperium Rosyjskiego od 23.07.1916 – 18.10.1917;
- 7 Korpus Kawalerii Imperium Rosyjskiego od 1.12.1916 – 23.07.1916

## Dowódcy 11 Armii
| Stopień           | Nazwisko                      | Okres                         |
| ----------------- | ----------------------------- | ----------------------------- |
| Generał piechoty  | Andrej Sieliwanow             | 21.10.1914 - 5.04.1915;       |
| Generał piechoty  | Dmitrij Szczerbaczow          | 5.04.1915 - 19.10.1915        |
| Generał piechoty  | Władimir Wiktorowicz Sacharow | 25.10.1915 - październik 1915 |
| Generał piechoty  | Władisław Klembowskij         | październik 1915 - 20.12.1916 |
| Generał piechoty  | Dmitrij Bałanin               | 20.12.1916 - 5.04.1917        |
| Generał lejtnant  | Aleksiej Gutor                | 15.04.1917 - 21.05.1917       |
| Generał piechoty  | Iwan Fiedotow                 | 25.05 - 4.06.1917             |
| Generał kawalerii | Iwan Erdeli                   | 4.06. - 9.07.1917             |
| Generał piechoty  | Piotr Bałujew                 | 29.04.1917 - 9.09.1917        |
| Generał lejtnant  | Fiodor Rerberg                | 19.07.1917 - 29.08.1917       |
| Generał lejtnant  | Michaił Promtow               | 09.09.1917 - 1.12.1917        |